# Izzat Ghazzawi
Izzat Ghazzawi (àrab: عزت الغزاوي, ʿIzzat al-Ḡazzāwī) (Deir al-Ghusun, 4 de desembre de 1951 - Ramal·lah, 4 d'abril de 2003) fou un escriptor i crític literari palestí.

## Biografia
Nascut el 1951 estudià literatura i fou professor de la Universitat de Birzeit. Membre del Consell Palestí per la Justícia i Pau, l'any 1997 presidí la primera Conferència Internacional d'escriptors palestins.
Morí el 4 d'abril de 2003 a la ciutat palestina de Ramallah, Cisjordània.

## Activitat social
La mort del seu fill de 16 anys a mans de la violència generada a Palestina pel conflicte entre palestins i israelians el dugué a criticar les activitats polítiques del govern d'Israel, per la qual cosa fou censurat i condemnat a presó.
L'any 1995 fou guardonat amb el Premi Internacional per la lliberat d'expressió a Stavanger (Noruega), i el 2001 a compartir el Premi Sàkharov per la Llibertat de Consciència, concedit pel Parlament Europeu, amb la israeliana Nurit Peled-Elhanan i l'angolès Dom Zacarias Kamwenho.
Al costat de l'escriptor israelià Abraham Yehoshua i el fotògraf italià Oliviero Toscani publicà un llibre sobre les relacions entre israelians i palestins.